# Linia kolejowa nr 338
Linia kolejowa nr 338 rozpoczyna swój bieg na stacji Fosowskie, natomiast jej koniec umiejscowiony jest na stacji Dobrodzień. Jest to linia jednotorowa, o szerokości torów 1435 mm, niezelektryfikowana. Linia na całym odcinku jest położona na terenie województwa opolskiego.
Obecnie linia jest nieczynna, a jej tory zostały częściowo rozebrane.

## Historia linii
- 3 grudnia 1913 roku – otwarcie linii,
- 1 października 1991 roku – zamknięcie linii dla ruchu pasażerskiego,
- 1 stycznia 1992 roku – zamknięcie linii dla ruchu towarowego,
- 20 lutego 2002 roku – decyzja o likwidacji linii[1].